# کرکر برل
کرکر برل (انگلیسی: Cracker Barrel) شرکت رستوران‌های زنجیره‌ای آمریکایی است، که در سال ۱۹۶۹ توسط دان اوینس تأسیس شد.